# Trepidarioides
Trepidarioides är ett släkte av tvåvingar. Trepidarioides ingår i familjen skridflugor.
Kladogram enligt Catalogue of Life:
| Trepidarioides | \| \| Trepidarioides taeniatus \| \| \| \| \| \| Trepidarioides territus \| \| \| \| |
|                | \| \| Trepidarioides taeniatus \| \| \| \| \| \| Trepidarioides territus \| \| \| \| |
|                | Trepidarioides taeniatus                                                             |
|                |                                                                                      |
|                | Trepidarioides territus                                                              |
|                |                                                                                      |